# Joachim Hellmich
Joachim Hellmich (15 de diciembre de 1965) es un deportista alemán que compitió en vela en las clases Europe y Star. Ganó una medalla de oro en el Campeonato Mundial de Europe de 1984 y una medalla de bronce en el Campeonato Europeo de Star de 1993.

## Palmarés internacional
| Representando a la RFA |            |                |       |
| Campeonato Mundial     |            |                |       |
| Año                    | Lugar      | Medalla        | Clase |
| 1984                   | Kiel (RFA) | Medalla de oro | Star  |

| Representando a Alemania |                       |                   |       |
| Campeonato Europeo       |                       |                   |       |
| Año                      | Lugar                 | Medalla           | Clase |
| 1993                     | Skødstrup (Dinamarca) | Medalla de bronce | Star  |